# Transport ferroviaire à Taïwan

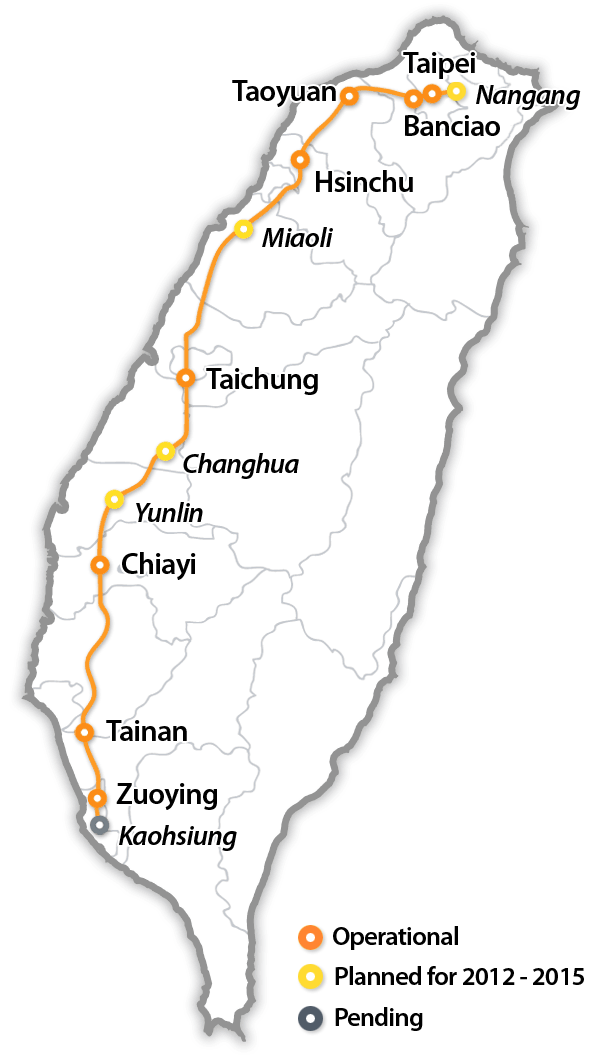
Lignes de train rapide à Taïwan

Le transport ferroviaire à Taïwan consiste en un réseau de 1691,8 km (à partir de 2015[pas clair]) de chemin de fer. Bien qu'il ne soit plus le mode de transport aussi dominant qu'auparavant, le transport ferroviaire s'avère extrêmement important à Taïwan en raison de la forte densité de population, notamment le long du corridor occidental densément peuplé. En 2016, plus de 1,09 milliard de passagers ont voyagé par train à Taïwan, soit une moyenne de 2,99 millions de passagers par jour. 
Les chemins de fer taïwanais comprennent les chemins de fer classiques, les systèmes de transport en commun rapide et le train à grande vitesse, ainsi que des chemins de fer spécialisés pour le tourisme. L'Administration des chemins de fer taïwanais est un membre associé et le réseau de chemins de fer taïwanais à grande vitesse (Taiwan High Speed Rail) est un membre actif de l'Union internationale des chemins de fer (UIC), même si Taïwan n'est pas membre en tant qu'État. 
Le transport ferroviaire a été introduit à Taïwan en 1891 à la fin de l'ère Qing. Les chemins de fer à voitures de poussée[pas clair] furent introduits à Taïwan sous la domination japonaise et étaient en service de 1895 à la fin des années 1940. 
Tous les services ferroviaires sont situés sur l'île de Taïwan. Les îles extérieures, y compris les îles Pescadores, Kinmen et Matsu ne disposent pas de chemins de fer.

## Chemins de fer interurbains
Il existe deux systèmes ferroviaires offrant un service de transport interurbain à Taïwan : 
| Nom                 | Taiwan Railways   | Taiwan High Speed Rail                    |
| Chinois             | 臺灣鐵路          | 台灣高速鐵路                              |
| Taïwanais           | Tâi-oân Thih-lō͘   | Tâi-ôan Ko-sok Thih-lō͘                    |
| Hakka               | Thòi-vân Thiet-lu | Thòi-vàn Kaû-suk Thiet-lu                 |
| Type de service     | Train de banlieue | Train interurbain, train à grande vitesse |
| Date d'ouverture    | 20 octobre 1891   | 5 janvier 2007                            |
| Écartement          | 1,067 mm          | 1,435 mm                                  |
| Lignes              | 13                | 1                                         |
| Stations            | 228               | 12                                        |
| Longueur du système | 1065 km           | 349,5 km                                  |

Les chemins de fer taïwanais sont administrés par l’organisme gouvernemental, la Taiwan Railways Administration. Elle exploite à la fois le service passagers et l'unique service de fret dans le pays. Les lignes principales forment une boucle autour de l'île qui relie la plupart des grandes villes du pays, avec de petites lignes secondaires partant vers divers endroits à l'intérieur. De même, la TRA exploite à la fois des trains interurbains ainsi que des trains de banlieue dans les grandes villes. La ligne à grande vitesse de Taïwan est exploitée par une société privée franchisée, la Taiwan High Speed Rail. Il propose des services de transport de passagers entre Nangang, Taipei et Zuoying, Kaohsiung, sur un trajet qui traverse l’ouest de Taïwan.  
|  |  |  |

## Transport urbain
Les systèmes de transport ferroviaire urbain sont gérés par les gouvernements locaux, il existe actuellement cinq opérateurs dans le pays. La plupart des systèmes de transport ferroviaire urbain utilisent un écartement standard de 1,435 mm, à l'exception de la ligne Wenhu du métro de Taipei, qui emploie un système de véhicule automatique léger  dont l'écartement est de 1,880 mm. La ligne principale du métro de Taoyuan est la ligne qui relie l'aéroport international de Taoyuan, le plus grand aéroport de Taïwan, à Taipei, par le biais de Zhongli, dans la municipalité de Taoyuan. Outre les cinq systèmes ci-dessus, il était également prévu de construire des systèmes de métro dans les municipalités de Tainan et de Hsinchu. Cependant, le ministère des Transports et des Communications a rejeta ces propositions en janvier 2010 pour des questions budgétaires et les a jugées prématurées. Récemment, la plupart des plans de nouveaux systèmes de transport urbain ont adopté le métro léger pour une efficacité budgétaire. 
| Réseau                 | Métro de Taipei        | Métro de Kaohsiung    | Métro de Taoyuan                | Métro de New Taipei                      | Métro de Taichung     |
| Chinois                | 臺北捷運               | 高雄捷運              | 桃園捷運                        | 新北捷運                                 | 臺中捷運              |
| Hokkien                | Tâi-pak Chia̍t-ūn       | Ko-hiông Chia̍t-ūn     | Thô-hn̂g Chia̍t-ūn                | Sin-pak Chia̍t-ūn                         | Tâi-tiong Chia̍t-ūn    |
| Hakka                  | Thòi-pet Chia̍p-yun     | Kô-hiùng Chhia̍p-yun   | Thò-yèn Chhia̍p-yun              | Sîn-pet Chhia̍p-yun                       | Thòi-chûng Chhia̍p-yun |
| Ville                  | Taipei, Nouveau Taipei | Kaohsiung             | Taoyuan, Taipei, Nouveau Taipei | Nouveau Taipei                           | Taichung              |
| Date d'ouverture       | 28 mars 1996           | 9 mars 2008           | 2 mars 2017                     | 24 décembre 2018                         | 25 avril 2021         |
| Nombre de lignes       | 6 métro (3 métro u/c)  | 2 métro, 1 rail léger | 1 métro (1 métro u/c)           | 1 rail léger (1 rail léger, 1 métro u/c) | 1 métro               |
| Nb de stations         | 131                    | 61                    | 21                              | 14 ( Tramway Danhai )                    | 18                    |
| Système longueur       | 146,2 km (91 mi)       | 57,5 km (36 mi)       | 51,03 km (32 mi)                | 9,55 km (6 mi) ( Tramway Danhai )        | 16,71 km (10 mi)      |
| Fréquentation Annuelle | 789 millions (2019)    | 50 millions (2020)    | 27 millions (2019)              | 3 millions (2019)                        | -                     |

|  |  |

## Chemins de fer industriels et touristiques

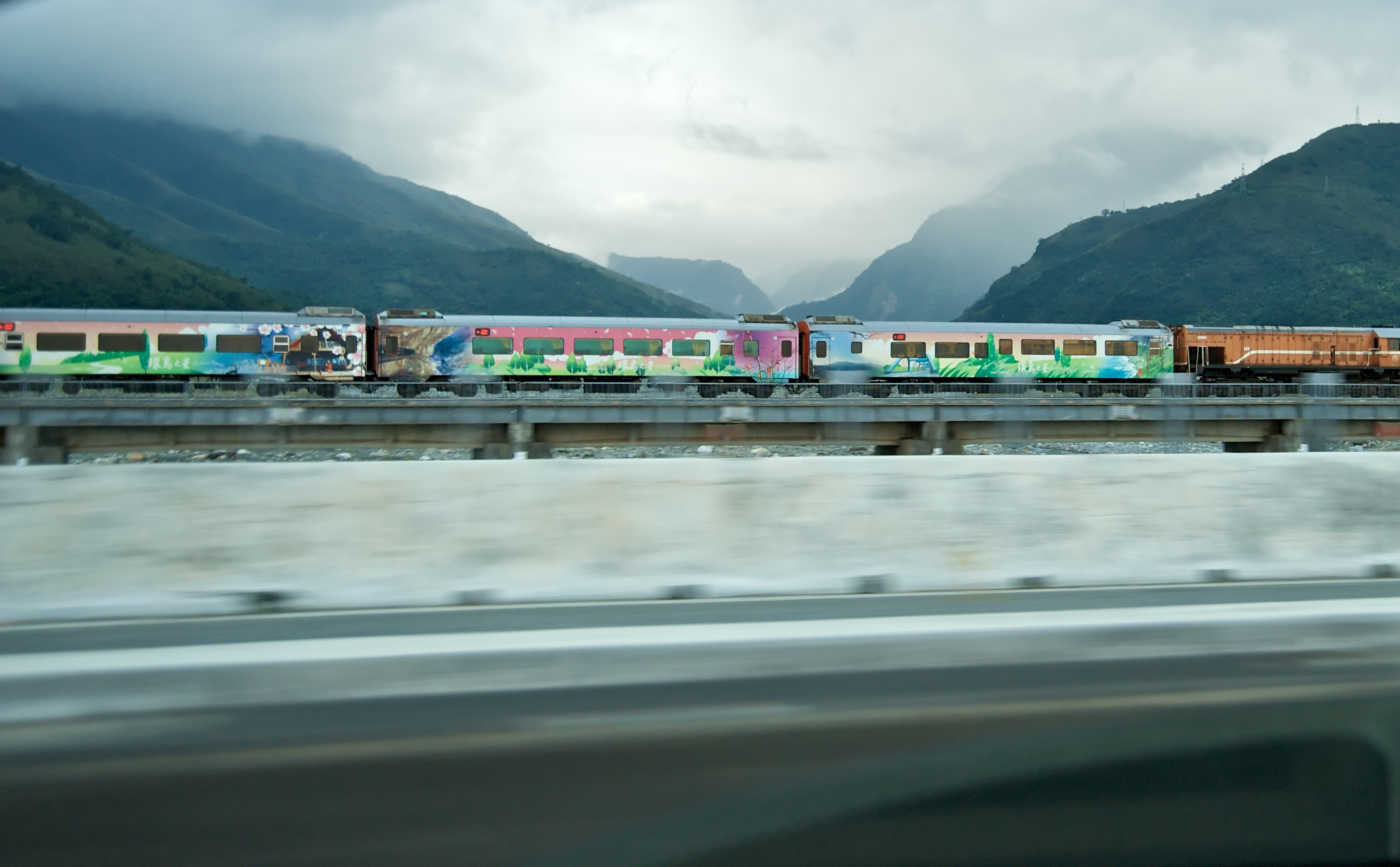
Train touristique Formosa Express

Les chemins de fer industriels ont été construits principalement à l'époque japonaise pour transporter matières premières et produits industriels, en particulier la canne à sucre pour l'industrie sucrière et du bois d'œuvre pour l'industrie du bois à Taïwan. Après la Seconde Guerre mondiale, ces industries déclinèrent considérablement et ces chemins de fer furent transformés en chemin de fer touristique au début du XXIe siècle,,. 
| Nom              | Taiwan Sugar Railways                       | Taiwan Forest Railways    |
| Chinois          | 臺灣糖業鐵路                                | 臺灣森林鐵路              |
| Taïwanais        | Tâi-oân Thn̂g-gia̍p Thih-lō͘                   | Tâi-ôan Sim-lîm Thih-lō͘   |
| Hakka            | Thòi-vân Thòng-ngia̍p Thiet-lu               | Thòi-vàn Sêm-lìm Thiet-lu |
| Actionnaire      | Taiwan Sugar Corporation                    | Bureau forestier          |
| Logo             |                                             |                           |
| Date d'ouverture | 1906                                        | 1912                      |
| Jauge            | 762 mm                                      | 762 mm                    |
| Nombre de lignes | 1 ligne industrielle, 5 lignes touristiques | 4 lignes touristiques     |

La Taiwan Sugar Railways concerne une vaste série de lignes à voie étroite, principalement situées dans le centre et le sud de Taïwan, conçues à l’origine pour transporter la canne à sucre par les sociétés sucrières de l'ère japonaise, mais capables également de fournir un service passagers limité. Cependant, ce service passagers régulier fut arrêté en 1982. En 2003, certaines lignes de train à courte distance ont repris leurs services et il existe actuellement six lignes en opération. 
| Nom de ligne      | Chinois  | Taïwanais          | Hakka              | Longueur        | Emplacement                                 | Emplacement |
| ----------------- | -------- | ------------------ | ------------------ | --------------- | ------------------------------------------- | ----------- |
| Ligne Magongcuo   | 馬公厝線 | Má-kong-chhù Sòaⁿ  | Mâ-kûng-chhṳ̀ Sien  | 16,1 km (10 mi) | Huwei (comté de Yunlin)                     |             |
| Ligne Xihu        | 溪湖線   | Khe-ô͘ Sòaⁿ         | Hâi-fù Sien        | 3,6 km (2 mi)   | Xihu (comté de Changhua)                    |             |
| Ligne Zhecheng    | 蔗埕線   | Chià-tiâⁿ Sòaⁿ     | Cha-thàng Sien     | 2,56 km (2 mi)  | Lioujiao (comté de Chiayi)                  |             |
| Ligne Baweng      | 八翁線   | Pat-ong Sòaⁿ       | Pat-vûng Sien      | 5,6 km (3 mi)   | Xinying et Liuying (municipalité de Tainan) |             |
| Ligne Xingang Est | 新港東線 | Sin-káng Tang Sòaⁿ | Sîn-kóng Tûng Sien | 2,7 km (2 mi)   | Houbi (municipalité de Tainan)              |             |
| Ligne Qiaotou     | 橋頭線   | Kiô-thâu Sòaⁿ      | Khiâu-thèu Sien    | 1,5 km (1 mi)   | Ciaotou (municipalité de Kaohsiung)         |             |

Seule la ligne Magongcuo de la raffinerie de sucre de Huwei est encore utilisée à des fins industrielles. Cinq autres lignes ont été transformées en chemins de fer historiques. 
Les chemins de fer forestiers furent construits pour l'exploitation forestière et l'industrie du bois; ils sont maintenant réintégrés en tant que services ferroviaires de tourisme en haute montagne. 
| Nom du chemin de fer                           | Chinois        | Taïwanais                      | Hakka                          | Longueur      | Emplacement               | Emplacement |
| ---------------------------------------------- | -------------- | ------------------------------ | ------------------------------ | ------------- | ------------------------- | ----------- |
| Chemin de fer de la forêt d'Alishan            | 阿里山森林鐵路 | A-lí-san Sim-lîm Thih-lō͘       | Â-lî-sân Sêm-lìm Thiet-lu      | 86 km (53 mi) | Chiayi et comté de Chiayi |             |
| Chemin de fer forestier de la montagne Taiping | 太平山森林鐵路 | Thài-pîng-soaⁿ Sim-lîm Thih-lō͘ | Thaï-Phìn-sân Sêm-Lìm Thiet-Lu | 0 km (0 mi)   | Comté de Yilan            |             |
| Chemin de fer de la forêt de Luodong           | 羅東森林鐵路   | Lô-tong Sim-lîm Thih-lō͘        | Soi-lìm Thiet-lu               | 3,9 km (2 mi) | Comté de Yilan            |             |
| Ligne panoramique de Wulai                     | 烏來台車       | U-lai Tâi-chhia                | Vû-lòi Thòi-chhâ               | 1,5 km (1 mi) | Wulai (Nouveau Taipei)    |             |

Le chemin de fer de la forêt d'Alishan est actuellement le plus grand réseau ferroviaire touristique de Taïwan. Il est exploité par l'administration des chemins de fer taïwanais. Les chemins de fer de la forêt de Luodong et de la montagne Taiping étaient reliés entre eux pour transporter le bois récolté de la montagne Taiping à Luodong, au sein du comté de Yilan, puis furent transférés au réseau ferroviaire principal de Taïwan. Il subsiste aujourd'hui seulement une section de 3,9 km près de la gare de Tiansongpi qui est encore en opération. La ligne panoramique de Wulai concernait à l’origine plusieurs voies réservées pour les chariots de poussée, mais maintenant elle est exploitée par une automobile légère pour les touristes. 

## Écartement des voies
Le chemin de fer le plus ancien de Taïwan fut achevé en 1893 sous les auspices du gouverneur Liu Mingchuan au cours de l'ère Qing et reconstruit par les gouverneurs généraux pendant l'ère japonaise (voir Histoire des chemins de fer taïwanais). Depuis lors, les grands chemins de fer taïwanais adoptèrent l'écartement standard de 1 067 mm. La ligne Taitung fut construite sous la période de domination japonaise en utilisant un écartement de 762 mm. Mais depuis 1982, l'écartement fut converti en 1 067 mm, tandis que le chemin de fer de la forêt d’Alishan et la majorité du réseau de la Taiwan Sugar Railways utilisent encore un écartement de 762 mm. La ligne à grande vitesse de Taïwan ainsi que tous les systèmes de trains rapides utilisent une voie d'écartement standard.  

## Culture
En raison du vaste réseau ferroviaire taïwanais (y compris de nombreuses lignes industrielles à voie étroite aujourd'hui obsolètes fournissant des services de transport de voyageurs vers les zones rurales), les chemins de fer taïwanais ont souvent une connotation romantique, en particulier parmi la génération plus âgée qui se souvient d'avoir grandi pendant la période où le transport ferroviaire était le moyen de transport principal entre villes. Beaucoup se souviennent d'avoir quitté leur ville d'origine en train pour aller à l'école dans des villes lointaines ou pour effectuer leur service militaire obligatoire. Cette nostalgie a été mise à profit ces dernières années par l'introduction de divers articles tels que "nostalgia railroad ekiben " (鐵路便當), qui sont censés être des copies authentiques des boîtes-repas qui étaient autrefois servies à bord des trains. 
Il existe également à Taïwan un important réseau de passionnés de chemin de fer qui s'est accru grâce à la mode de la taïwanisation ; La culture des amateurs de chemins de fer taïwanais est également étroitement liée à celle du Japon en raison de la forte influence japonaise sur les chemins de fer taïwanais, allant de l'héritage colonial japonais aux locomotives à vapeur de Taïwan à la base du train à grande vitesse taïwanais sur le Shinkansen. Le météorologue Hung Chin-Wen et le professeur assistant technique Su Jhao-Syu du Département de la gestion des services aériens et des transports de l’Université nationale de l’hôtellerie et du tourisme de Kaohsiung figurent parmi les enthousiastes du chemin de fer à Taiwan.